# خلسه
خَلسه حالت خاصی از آگاهی که بدن در وضعیت آرامش یا تن‌آرامی (ریلکسیشن) بوده و ذهن کاملاً آگاه و بیدار نباشد. در این حالت امواج ذهنی در شرایط آلفا قرار می‌گیرند و تلقین‌پذیری انسان افزایش می‌یابد.
این حالت توأم با احساس وانهادگی، رهایی و آرامش خاصی است که با فعال شدن اعصاب پاراسمپاتیک و نرمال کردن کنش‌های بیولوژیکی که دارای یک آستانه است و با تمرکز و تلقین ناخودآگاه هم می‌تواند همراه باشد.
خلسه در حالت‌های تن‌آرامی، هیپنوتیزمی، مراقبه، مدیتیشن، نیایش و ورزش‌هایی با تمرکز ذهن و تجارب روحی متعالی عرفانی و… همراه است. این خلسه متعارف را خلسه مثبت می‌گویند که همراه با آرامش، نفس‌های عمیق و شمرده و ضربان قلب آرام است.
حالت ترانس خلسه منفی می‌باشد که با تحریک شدید اعصاب به‌خصوص اعصاب سمپاتیک و انقباض عضلانی و اضطراب همراه است. مواردی چون حالت‌های افیونی و رقص‌های تند دراویش و دانش‌های مدرن ترانس وجود دارد. ترانس همراه با اضطراب، تنفس سطحی و تند، ضربان قلب تند و سریع، خشک شدن دهان، بعضاً سیخ شدن موهای پوست و انقباض مثانه همراه می‌باشد.
در هر دو حالت خلسه فاصله از -آگاهی- وجود دارد. در خلسه فراهوشیاری و در ترانس اختلال در خودآگاهی است. خلسه مثبت بسیار مفید بوده، با تکنیک‌های متافیزیک نیز قابل حصول است و استفاده‌های فراوان دارد. خلسه منفی بسیار مضر بوده به‌صورت ارادی توسط شخص یا در بیشتر موارد به‌صورت ناخواسته توسط دیگران برای شخص ایجاد می‌شود و آسیب‌های فراوان به‌دنبال دارد.
شب‌ها وقتی انسان می‌خوابد حالت انتقالی که از بیداری به خواب دارد و صبح‌ها که از خواب به بیداری دارد حالت نیمه‌خودآگاهی از خلسه یا نیمه‌خلسه طبیعی است.

## انواع خلسه

### طبیعی
در رؤیا، رؤیای شفاف، سرخوشی مفرط، وجد، سایکوز، تجربه خروج از بدن، آینده‌بینی، بینازیستی حالت خلسه ممکن است رخ دهد.

### فعالیت جسمی و ذهنی
خلسه می‌تواند بر اثر ورزش‌های سنگین یا یوگا و مدیتیشن نیز تجربه شود.

### عرفانی
در عرفان [عملی] اسلامی حالت جذبه یا خلسه وجود دارد و خلسه لطیفه‌ای است که بر اثر انصراف از نشئهٔ طبیعت (حاصل رهایی انسان از من محدود و رسیدن به من حقیقی) به سالک روی می‌آورد و در این حالت تمثلات روحانی آن‌سویی برای نفس مستعد حاصل می‌گردد.
در صوفیسم نیز ممکن است حالات عرفانی و خلسه تجربه شود.

### ماده سایکو اکتیو
وضعیت خلسه می‌تواند بر اثر مصرف سایکو اکتیوها و به‌خصوص انواع روان‌گردان ایجاد شود، مانند: ال‌اس‌دی، دی‌ام‌تی، اکستازی، کانابیس، کتامین، قارچ سیلوسایبین، کاکتوس پیوت.

### رقص خلسه
به گفته فریزر واتس، «در طول تاریخ یکی از چالش‌های پیش روی بشریت نوظهور این بود که چگونه می‌توان انسجام اجتماعی را در اندازه‌های گروهی بسیار بزرگ‌تر از آنچه که با نظافت متقابل (توضیح: میمون‌ها «نظافت اجتماعی» را انجام می‌دهند، که اساساً نوازش آهسته فرد دیگری است که سیستم اندورفین را تحریک می‌کند و منجر به پیوند اجتماعی (با واسطه شیمیایی و شناختی) می‌شود) حفظ می‌شد، ایجاد کرد، که روش اصلی مورد استفاده اجداد نخستی‌های ما بود. راه حل، رقص خلسه/ترنس بود، با حرکات موزون هماهنگ که توسط گروه بزرگی از مردم انجام می‌شد. چنین الگوهایی از حرکات باعث آزادسازی عظیم اندورفین در کل جامعه می‌شود. آزادسازی جمعی اندورفین به نوبه خود پیوند اجتماعی بسیار خوبی را ایجاد می‌کند. از این نظر، رقص خلسه/ترنس برای موفقیت تکامل انسان بسیار مهم بود. سود واقعی داشت.» به گفته طرفداران فرضیه مغز اجتماعی، رقص خلسه، خاکی بود که دین از آن پدیدار شد، زیرا ترشح اندورفین ناشی از رقص خلسه نیز تجربیات متعالی مختلفی را برانگیخت. تأمل در آن تجربیات استثنایی به آغاز یک جهان‌بینی دینی منجر شد.